# BarlowGirl
BarlowGirl (произносится БарлоуГёл) — американская христианская рок-группа из Чикаго, штат Иллинойс. Группа состоит из трёх сестер: Алиссы (клавишные, бас, вокал), Ребекки (бэк-вокал, гитара) и Лорен (второй вокал, ударные) Барлоу. Коллектив получил несколько наград в своём жанре, а их песня «Never Alone» дольше всех удерживала первое место в 2004 году в чартах Radio and Records Christian Hit Radio (CHR) and Christian Rock и впоследствии стала песней года в обоих чартах. BarlowGirl стали самыми продаваемыми среди новых христианских исполнителей в 2004 году.
Песня «I Need You To Love Me» была выпущена в конце 2005 года. Она быстро поднялась до первого места в Weekend 22 в апреле 2006 года, удерживая его 13 недель подряд. BarlowGirl стали вторыми самыми популярными артистами CHR artist за 2005 год после Sanctus Real. Это была самая популярная песня на Christian Hit Radio в 2006 году. BarlowGirl стали победителями на Yahoo!'s Who’s Next после того, как сняли свой первый клип на песню «Never Alone». BarlowGirl также были выбраны одними из 12 артистов, чтобы стать частью первого тома Big Shiny Planet [UP] Bible Study в 2007 году. Три сестры были молодёжными послами на Национальном Дне Молитвы в 2007.
24 октября 2012 года BarlowGirl объявили на своем официальном сайте, что их группа «уходит на пенсию».
В понедельник, 29 октября (Россия: 30 октября), они официально перестали существовать в последнем, финальном live-online чате с акустической сессией. Этот чат был также премьерой их последнего сингла «Hope Will Lead Us On»

## История

### Ранние годы
Отец сестер, Винс Барлоу, создал молодёжную группу прославления в своей церкви Willow Creek Community Church, в South Barrington, Illinois Он был нанят, чтобы играть по всей территории США. В конце 1990-х годов Винс привел своих дочерей, как свою резервную группу. BarlowGirl начали писать песни и исполнять их на его спектаклях. Трио остановили гастроли, когда Ребекка и Алисса поступили в колледж, но они дали ряд концертов с отцом. Ими было написано около десяти песен к 2002 году.
Сестрам Барлоу дали оплачиваемый тур на Gospel Music Association's Music in the Rockies семинар в Estes Park, Colorado в середине 2002 года. Сестры не были проинформированы ни о том, что этот семинар является событием индустрии звукозаписи для артистов, ни о том, это была конкуренция. Они дошли до финала. Звукозаписывающие компании заинтересовались в сестрах после этого семинара.
Название группы было известно ещё до того, как они выпустили свой первый компакт-диск. Группа Superchick включила песню под названием «Barlow Girls» в свою первоначальную версию Karaoke Superstars, как дань уважения к актуальной позиции сестер Барлоу о целомудрии и чистоте и эффективного внедрения сестер в мир музыки.
Сестры подписали контракт с Fervent Records 14 октября 2003 года.

### BarlowGirlи «Never Alone» (2004)

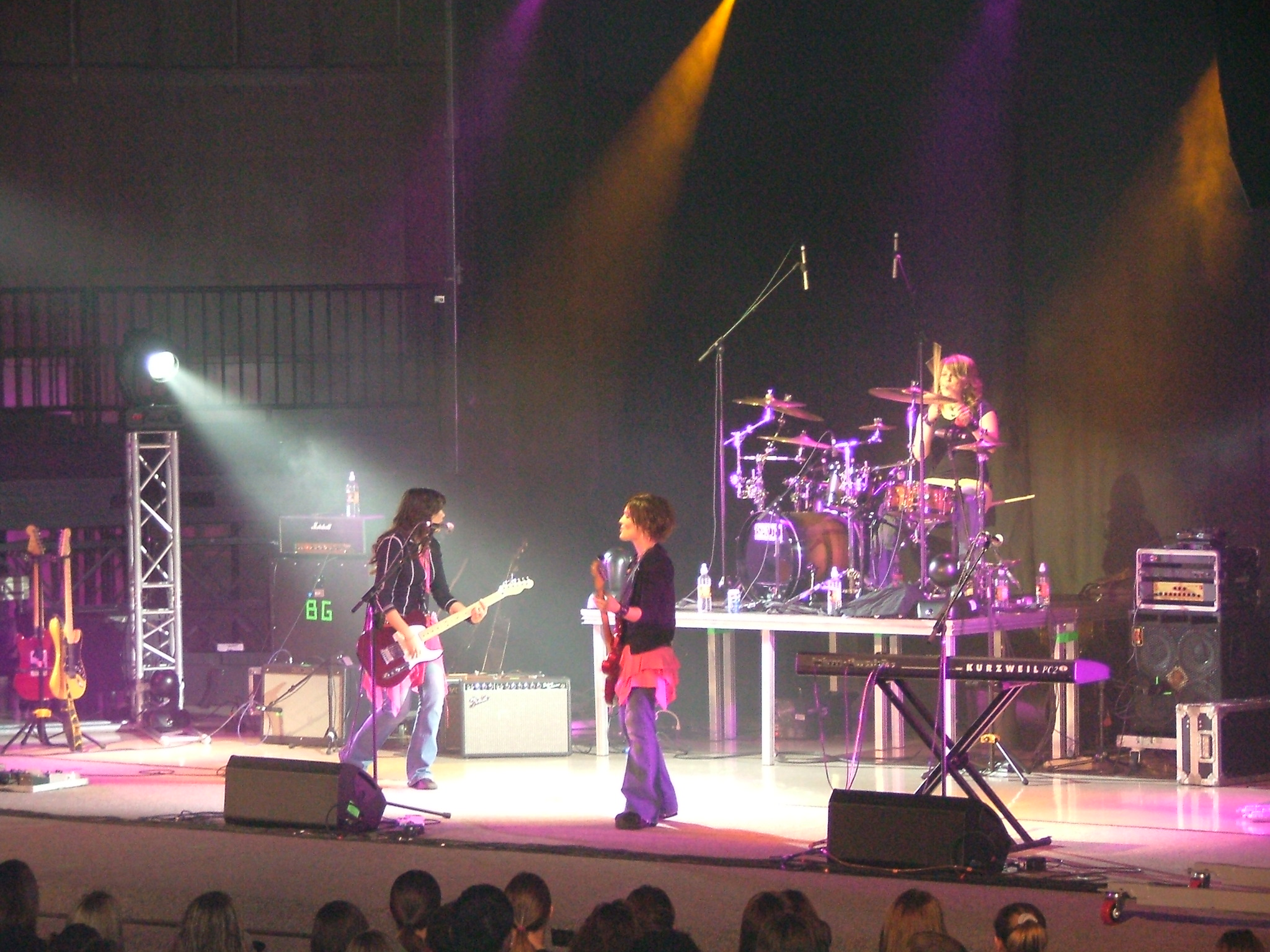
BarlowGirl in concert

BarlowGirl выпустили свой первый студийный альбом BarlowGirl 24 февраля 2004 года. Альбом включает в себя самую продолжительную песню № 1 в 2004 году на R&R's Contemporary Christian Airplay panel (CHR) и на CRW’s рок-чартах. «Never Alone» была названа песней года на каждом чарте. Копий было продано более 250.000 в апреле 2005 и были показаны синглы «Never Alone» и «Mirror». За эти песни № 1 трио получили 4 награды в Gospel Music Association (GMA) awards (ранее Dove Award), включая такие номинации, как «Лучший новый исполнитель премии», «Лучшая рок-песня» и «Рок-альбом». Группа была самым продаваемым новым христианским артистом в 2004 году. BarlowGirl получили в 2006 году премию GMA в номинации Рок/Современная песня года «Mirror». «Never Alone» была так же включена в диск WOW Hits 2005.
На диске так же присутствует скрытый трек под названием «Image», который слушатели могли получить только тогда, когда скачивали альбом на свой компьютер и, соответственно, получали доступ к скрытым файлам. На сегодняшний день это только второй трек, на котором старшая сестра и гитарист Ребекка поет соло. Она поет в середине (средней части) каждого куплета.
Существует так же Family Christian exclusive version, содержащая бонус-трек «We Pray» (Мы молимся), который записывали среди прочих такие артисты, как Mandisa, Jackson Waters, и Rebecca St. James.

### Another Journal Entryи «I Need You to Love Me» (2005—2006)
Их второй альбом, Another Journal Entry, был выпущен 27 сентября 2005 года. По продажам альбом стартовал с 3-й строчки чарта Soundscan’s Christian album chart и 85-й строчки чарта Billboard. Группа была номинирована на 3 награды GMA 2006 — «Рок/Современный альбом года» и «Рок-песня года» за «Let Go».
Трио фигурирует в качестве приглашенных вокалистов на Big Daddy Weave’s «You’re Worthy of My Praise» для их альбома 2005 What I Was Made For
Первый сингл из альбома, «Let Go»', можно было бесплатно скачивать с iTunes. Их следующий сингл из альбома, «I Need You to Love Me» быстро поднялся до первого места в Weekend 22 в апреле 2006 года. Сингл держался на позиции № 1 в R&R Christian Hit Radio в течение 9 недель, и в чарте CRW Christian Hit Radio в течение 13 недель. Сингл был самой популярной песней 2006 года на Christian Hit Radio и играла на Weekend 22. Группа сняла клип на свой хит «Never Alone» для выпуска на основных радио- и музыкальных видеоканалов, но это не их основное направление.
Группа BarlowGirl была молодёжными послами на National Day of Prayer (Национальный День Молитвы) в 2007 году. Они записали песню «We Pray» (слова и музыка Clint Lagerberg и Otto Price) на мероприятии, наряду с другими артистами, такими, как Rebecca St. James. Песня доступна на Family Christian exclusive version этого одноимённого альбома.
BarlowGirl повторно выпустили этот альбом в августе 2006 года Another Journal Entry: Expanded Edition. Доступны все 11 треков из Another Journal Entry и пять бонусных треков; три акустические версии предыдущих песен («On My Own», «I Need you to Love Me», «Porcelain Heart»), Radio Edit-версия «Never Alone» и одна новая песня, «For The Beauty of the Earth», которая была включена в саундтрек в 2006 году в фильм The Nativity Story. Так же включено было в их переизданный альбом музыкальное видео «Never Alone».

### How Can We Be Silent(2007—2008)
BarlowGirl вновь записывают со своим продюсером Отто Прайсом третий студийный альбом How Can We Be Silent. Альбом был выпущен 24 июля 2007 года. «How Can We Be Silent» дебютировал на 1 месте Billboard’s Christian Chart и на 40 месте Billboard’s Top 200 album. Это был первый альбом полностью женской группы достигшей 40-го места на Billboard 200 после альбома «Everything» группы Bangles в 1989 году. Альбом также выпущен в комплекте с DVD, в котором содержатся клипы на их ранние хиты «Never Alone» и «I Need You To Love Me», 90-минутное бонус видео и личные интервью с тремя сестрами. К тому времени BarlowGirl уже долгое время были партнерами с их продюсером Отто Прайсом.
Однако, при сравнении с предыдущими синглами, песни из How Can We Be Silent плохо идут на радио. Первый сингл с альбома, «Here’s My Life», был выпущен в июне 2007. Он поднялся на 12 строчку в R&R’s Christian contemporary hit radio и на 29 строчку в Billboard’s Hot Christian Songs. Через некоторое время были выпущены синглы «Million Voices» и «I Believe In Love».
BarlowGirl объявили в своем официальном online-подкасте, что они вернулись в студию для записи Рождественского альбома в середине 2008 года. Home for Christmas был выпущен 26 сентября 2008 года в США и других странах. Песня «Carol of the Bells/Sing We Now of Christmas» в альбоме стала одной из топ-20 самых скачиваемых Рождественских песен в разделе «Праздник» в iTunes в 2008 году.

### Home for Christmas(2008)
Home for Christmas был выпущен 23 сентября 2008 года и достиг № 180 на Billboard 200, № 15 на Christian Albums и № 2 в праздничных альбомах 2008 года.

### Love & WarиOur Journey… So Far(2009—2011)
Последний альбом BarlowGirl, Love & War, был выпущен 8 сентября 2009 года. Одной из самых популярных песен на альбоме стала «Beautiful Ending». Также песня стала главным синглом, достигшая 28 места Billboard magazine’s Christian Songs chart в ноябре 2009 года. Второй сингл «Stay With Me» выпущен в начале 2010 года.
Примерно через год после выпуска Love & War, BarlowGirl выпускают Our Journey… So Far, 14 сентября 2010 года. Он содержит лучшие треки из прошлых пяти альбомов, плюс ремикс FredTown Manilla на величайший хит сегодняшних дней «I Need You to Love Me.»

### Выход «на пенсию» и «Hope Will Lead Us On» (2012)
24 октября 2012 года BarlowGirl объявляют, что они группой «уходят на пенсию», и больше не будут разрабатывать никаких планов. В понедельник, 29 октября (Россия: 30 октября), трио сделали финальный online чат. Девушки сыграли несколько хитов в акустике, пообщались вживую с фанатами и представили свою прощальную песню «Hope Will Lead Us On».

## Музыкальный стиль
BarlowGirl известны как христианская рок-группа. Их стиль включает в себя трех частей гармонии, смешанных с рок-гитарами. Их песни варьируются от баллад до рок-музыки.

## Состав группы

### Alyssa Barlow (Алисса Барлоу)
Alyssa Katherine Nicole Barlow (Алисса Кэтрин Николь Барлоу) (родилась 4 января 1982 года) бас-гитарист и клавишник BarlowGirl Вокал она делит со своей младшей сестрой Лорен. Алисса перешла на домашнее обучение с четвёртого класса..
Когда Алиссе было 17 лет, с ней случилась неприятность. Она сломала лодыжку, и врачи пророчили ей рефлекторную дистрофию, а это означало то, что до конца дней она бы испытывала боль, связанную с нервными окончаниями ноги. Самым страшным для Алиссы было то, что она узнала позже. Оказалось, что боль в ноге не пройдет никогда, а последствия рефлекторной дистрофии будут медленно распространяться на весь организм. Врачи знали только один способ выхода из сложившейся ситуации — удалить поврежденные нервы, предотвратив, тем самым, процесс распространения на организм. Но если бы случилось все по советам врачей, то Алисса провела бы всю свою оставшуюся жизнь на костылях. Такое будущее молодой девушки в полном цвете не сулило ничего кроме шока и ужаса. Несколько месяцев Алисса мучилась, пока родители не решили, что нужно молиться об исцелении, поскольку другого выхода не было. И уже через год Алисса по молитвам полностью исцелилась, продолжив заниматься своим любимым делом — музыкой. Девушка благодарна Богу за своё окончательное восстановление.

### Lauren Barlow (Лорен Барлоу)
Lauren Ashley Nicole Barlow (Лорен Эшли Николь Барлоу) (родилась 29 июля 1985 года) барабанщица BarlowGirl. Она так же разделяет вокал с Алиссой. Лорен — самая младшая из трех девушек и известна так же как Lo-Lo и Odie. На домашнем обучении с первого класса.
Она была выбрана главным редактором для книги Inspired by Tozer, которая является историями различных артистов, писателей, спортсменов и пастырей, вдохновленных автором A.W. Tozer.

### Rebecca Barlow (Ребекка Барлоу)
Rebecca «Becca» Elizabeth Marie Barlow (Ребекка «Бекка» Элизабет Мэри Барлоу) (родилась 24 ноября 1979 года) бэк-вокал, играет как на электрической, так и на 6- и 12-струнной гитарах. На домашнем обучении с седьмого класса. Она традиционно самый тихий член группы.
В 18 лет у Бекки случилось расстройство пищевого поведения. «Каждый раз, когда я смотрела на себя в зеркало, я говорила: „Боже мой, какая я толстая. Я выгляжу ужасно“. Мне становилось всё хуже и хуже», — пишет Ребекка. Чтение рассказов о борьбе женщин с расстройством пищевого поведения побудило Бекку следовать тем же путём. Став есть очень мало, в конце концов, она достигла эмоционального истощения. «Когда мне было 19 лет, я оказалась на полу ванной комнаты, обессиленная, без надежды на что-либо. В тот момент Бог коснулся моего сердца. Он дал мне понять, что все мои усилия как-то похудеть не заставят меня чувствовать себя лучше. Я была настолько благодарна Ему за мое исцеление, что пообещала любить и служить Ему до конца моей жизни».

### Галерея

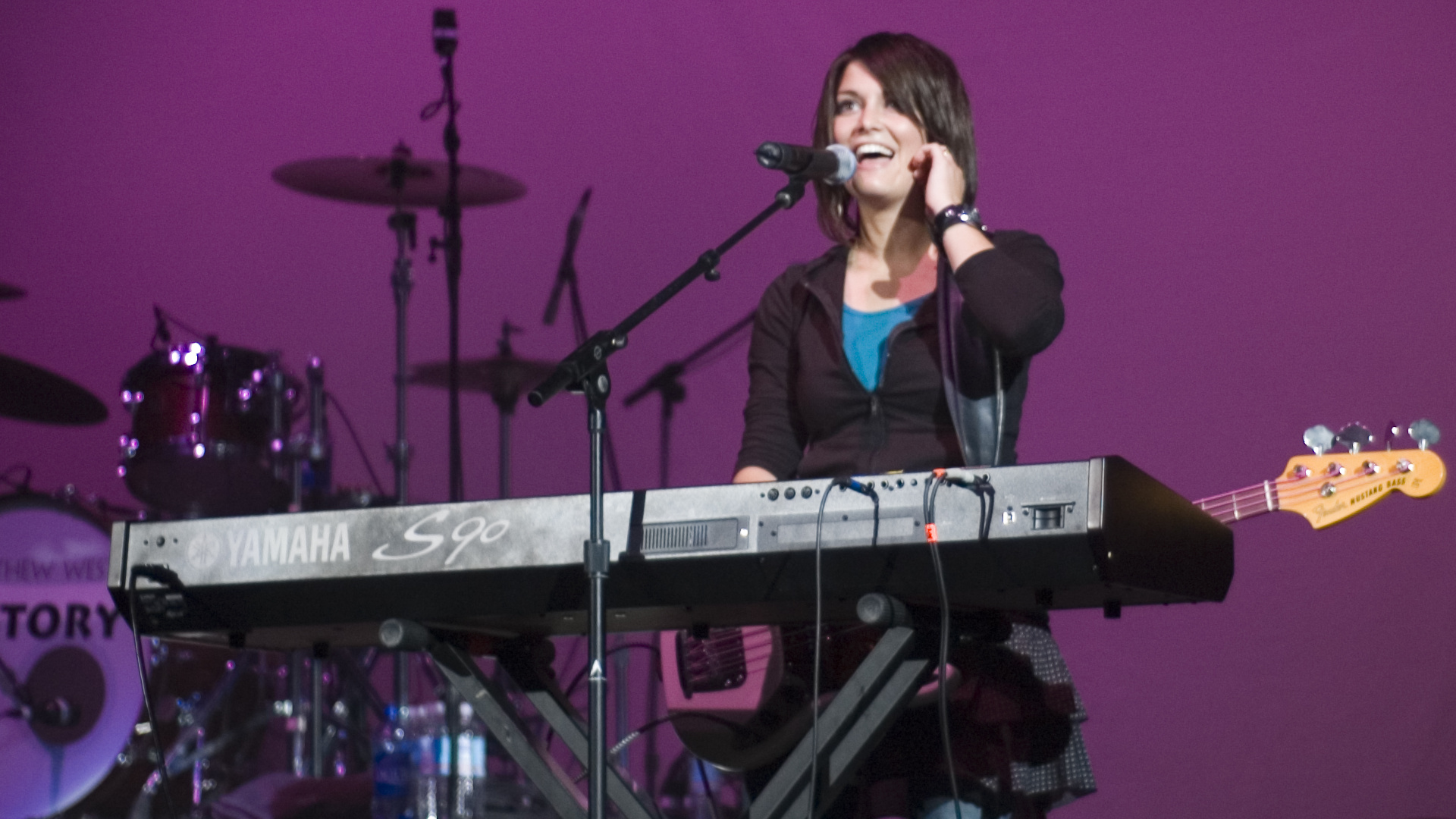
Alyssa Barlow (Алисса Барлоу)
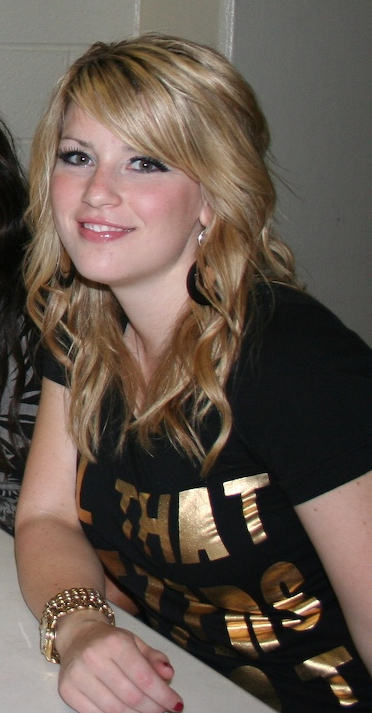
Lauren Barlow (Лорен Барлоу)
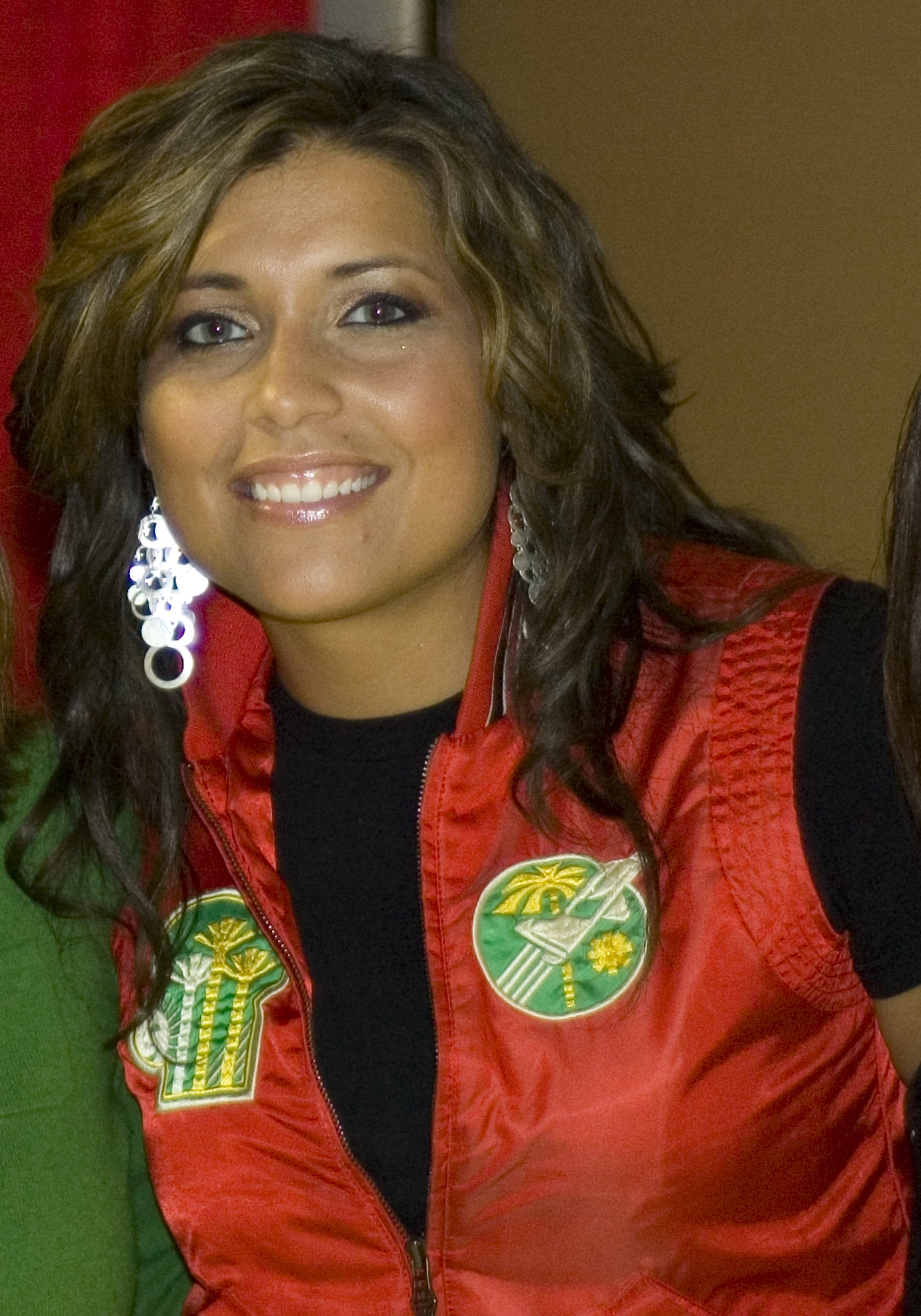
Rebecca Barlow (Ребекка Барлоу)

## Благотворительность
BarlowGirl партнеры с Mercy Ministries, организацией, которая призвана помочь женщинам. Благотворительность, однако, столкнулась со спорами в США и в Австралии.
После выхода How Can We Be Silent, BarlowGirl провели в 2009 году кампанию Never Silence Life, чтобы защитить свои взгляды и озабоченность абортами. Они защищают эту жизнь в песне «Tears Fall» из Love & War, которую они поют с Fisk Jubilee Singers.

## Знакомства
Девушки сказали: "Мы верим, что Бог уже выбрал идеального мужчину для нас; поэтому нам нет необходимости беспокоиться о его поиске, когда придет время, мы знаем, Бог приведет нас в одно место в одно время, но мы не прячемся в шкафу, избегая всех мужчин, мы просто проживаем свою жизнь, но без давления того, что у нас должен быть парень."

## Дискография
- BarlowGirl (2004)[7]
- Another Journal Entry (2005)
- How Can We Be Silent (2007)
- Home for Christmas (2008)
- Love & War (2009)
- Our Journey... So Far (2010)

## Награды

### Награды GMA Dove
| Год  | Награда                                            | Результат |
| ---- | -------------------------------------------------- | --------- |
| 2005 | Новый артист года                                  | Номинация |
| 2005 | Рок/Современная песня года ("Never Alone")         | Номинация |
| 2005 | Рок/Современная песня года ("Mirror")              | Номинация |
| 2005 | Рок/Современный альбом года (BarlowGirl)           | Номинация |
| 2006 | Группа года                                        | Номинация |
| 2006 | Рок-песня года ("Let Go")                          | Номинация |
| 2006 | Рок/Современная песня года ("Mirror")              | Номинация |
| 2006 | Рок/Современный альбом года(Another Journal Entry) | Номинация |
| 2007 | Группа года                                        | Номинация |
| 2008 | Рок-песня года ("Million Voices")                  | Номинация |
| 2008 | Рок/Современный альбом года (How Can We Be Silent) | Номинация |
| 2009 | Рождественский альбом года (Home for Christmas)    | Номинация |
| 2010 | Рок/Современный альбом года (Love & War)           | Номинация |
| 2010 | Клип года ("Beautiful Ending")                     | Номинация |